# Меджлис (Казахстан)
Меджлисът (в буквален превод „събрание“) е долната камара на двукамарния парламент на Казахстан. Горната камара на парламента е Сенатът на Казахстан.
В Меджлиса има 77 места, 67 в единични избирателни райони и 10 в пропорционално представителство. Членовете на Парламента се избират с до петгодинишен мандат. Председателят на Меджлис е Урал Мухамеджанов.

## Кратка история
В първите избори на новата парламентарна структура, всички места и в двете камари на парламента са били доведени до балотаж през декември 1995 г.; балотажните избори запънили двадесет и три места в Меджлиса, за които първоначалното гласуване е било неубедително. Международните експерти съобщават за процедурни нарушения при гласуването в Меджлиса. В новия парламент, който е в сила от януари 1996 г., са включени шестдесет и осем казахстански и тридесет и един руски депутати, от които само десет са жени.

## Председатели на Меджлис
- Марат Оспанов – януари 30, 1996–октомври 12, 1999
- Жармахан Туякбай – декември 1, 1999–ноември 2, 2004
- Урал Мухамеджанов – ноември 2, 2004–август 31, 2007
- Аслан Мусин – септември 1, 2007 – 2008
- Урал Мухамеджанов – 2008 – 2012
- Нурлан Нигматулин – 2012-Сега

## Последни избори
| Партии                                          | Гласове   | %      | Места |
| ----------------------------------------------- | --------- | ------ | ----- |
| Националната демократическа партия „Нур Отан“   | 5 621 436 | 80.99  | 83    |
| Демократическата партия на Казахстан            | 518 405   | 7.47   | 8     |
| Комунистическа народната партия на Казахстан    | 498 788   | 7.19   | 7     |
| Национална Социалдемократическата партия        | 116 534   | 1.68   | 0     |
| Казахстанска Социалдемократическата партия Алил | 82 623    | 1.19   | 0     |
| Партията на патриотите на Казахстан             | 57 732    | 0.83   | 0     |
| Демократическата партия                         | 45 702    | 0.66   | 0     |
| Общо (избирателна активност 75,4%)              | 7 018 927 | 100.00 | 98    |